# Laurie Cunningham
Laurence Paul "Laurie" Cunningham (8. března 1956 – 15. července 1989) byl anglický fotbalový reprezentant. Přestupem do Realu Madrid se stal prvním anglickým hráčem v historii tohoto klubu. Rovněž se stal prvním hráčem černé pleti, který reprezentoval Anglii (v týmu do 21 let) a prvním černým hráčem, který nastoupil v reprezentaci Anglie v soutěžním utkání. V A-týmu Anglie debutoval 23. května 1979 v britském mistrovství proti Walesu. Prvním hráčem černé pleti, který nastoupil za reprezentační A-tým Anglie, byl 29. listopadu 1978 Viv Anderson v přátelském utkání s Československem na stadionu ve Wembley.

## Život
Pochází z londýnské čtvrti Archway. Před tím, než byl v roce 1974 přijat do Leyton Orient, byl nejprve odmítnut v Arsenalu. V létě 1979 přestoupil z West Bromwich Albion do Realu Madrid za 950 000 liber.
27. dubna 1977 nastoupil v reprezentaci Anglie do 21 let v přátelském utkání proti Skotsku.
Laurie Cunningham zahynul v Madridu ráno 15. července 1989 při dopravní nehodě. Zanechal po sobě španělskou manželku a syna.
V roce 2004 byl v anketě konané u příležitosti 125. výročí existence klubu West Bromwich Albion FC zvolen mezi 16 největších hráčů klubové historie.

## Ligová bilance
| Ročník                                 | Zápasy | Góly | Klub                    |
| -------------------------------------- | ------ | ---- | ----------------------- |
| Football League First Division 1976/77 | 13     | 6    | West Bromwich Albion FC |
| Football League First Division 1977/78 | 33     | 6    | West Bromwich Albion FC |
| Football League First Division 1978/79 | 40     | 9    | West Bromwich Albion FC |
| Primera División 1979/80               | 29     | 8    | Real Madrid             |
| Primera División 1980/81               | 12     | 5    | Real Madrid             |
| Primera División 1981/82               | 3      | 0    | Real Madrid             |
| Football League First Division 1982/83 | 5      | 1    | Manchester United       |
| Primera División 1983/84               | 30     | 3    | Sporting de Gijón       |
| Ligue 1 1984/85                        | 30     | 8    | Olympique de Marseille  |
| Football League First Division 1985/86 | 15     | 0    | Leicester City FC       |
| Football League First Division 1987/88 | 6      | 2    | Wimbledon FC            |
| Jupiler League 1987/88                 | 1      | 0    | R. Charleroi SC         |
| CELKEM                                 | 217    | 48   |                         |

## Úspěchy
- Real Madrid
  - 1×vítěz španělské ligy (1980)
  - 2× vítěz španělského poháru (1980, 1981)

- Wimbledon FC
  - 1× vítěz Anglického poháru (1988)